# Rustem Ikramowitsch Mambetow
Rustem Ikramowitsch Mambetow (russisch Рустем Икрамович Мамбетов; englische Transkription Rustem Mambetov; * 15. Juli 1973 in Duschanbe, Tadschikische SSR, Sowjetunion) ist ein ehemaliger russischer Ringer. Er gewann bei den Europameisterschaften 2002 und 2003 eine Medaille im griechisch-römischen Stil, jeweils im Federgewicht.

## Werdegang
Rustem Mambetow begann als Jugendlicher 1988 mit dem Ringen. Er trat als Erwachsener in die Armee ein und wurde Mitglied des Armee-Sportclubs in St. Petersburg. Er konzentrierte sich auf den griechisch-römischen Stil und wurde hauptsächlich von Gregori Daniljan trainiert. Er rang meist im Federgewicht, trainierte bei einigen wichtigen Wettkämpfen aber auch in das Bantamgewicht ab. Nach seiner aktiven Zeit machte er eine Ausbildung zum Sportlehrer.
Nach einigen guten Platzierungen bei der russischen Meisterschaft und bei internationalen Turnieren wurde er 1997 bei der Europameisterschaft in Kouvola/Finnland im Bantamgewicht eingesetzt. Er siegte dort gegen Christos Gikas, Griechenland und Aigars Jansons, Lettland, verlor dann aber gegen die erfahreneren Karen Mnazakanjan, Armenien und Marian Sandu, Rumänien, jeweils knapp mit 3:4 Punkten, womit er auf den 9. Platz kam.
1999 nahm er an den Welt-Militär-Spielen in Zagreb tei und holte sich dort im Bantamgewicht den Titel vor Kang Kyung-il, Südkorea, Roman Waschuk, Ukraine und Pasi Huhtala, Finnland. Keine Cjance hatte Rustem Mambetow im Jahre 2000 sich für die Teilnahme an den Olympischen Spielen in Sydney zu qualifizieren. Er scheiterte bereits in der inner-russischen Ausscheidung. Olympiasieger wurde dort im Federgewicht sein Landmann Warteres Samurgaschew.
Sein nächster Einsatz war dann im Jahre 2002. Er nahm in diesem Jahr in Seinäjoki/Finnland an der Europameisterschaft teil Im Federgewicht siegte er dort über Laszlo Bona, Ungarn, Iwan Alexandrow, Israel, Eduard Kratz, Deutschland, Marko Ilasi Isokoski, Finnland und Djamal Ainaoui, Frankreich. Er stand damit im Finale dem Olympiasieger und vielfachen Weltmeister Armen Nasarjan aus der Ukraine gegenüber, gegen den er sich sehr gut hielt und nur mit 2:5 Punkten verlor. Er wurde damit Vize-Europameister. Im gleichen Jahr wurde er auch bei der Weltmeisterschaft in Moskau eingesetzt, wo er im Federgewicht zu Siegen über Juri Dubinin, Weißrussland und Hugo Passos da Silva, Portugal kam. Nach einer Niederlage gegen Roberto Monzon Gonzalez, Kuba, schied er jedoch aus und kam auf den 10. Platz.
Eine Medaille gewann Rustem Mambetow dann noch einmal bei der Europameisterschaft 2003 in Belgrad. Er besiegte dort im Federgewicht Hugo Passos da Silva, Paolo Fucile, Italien, Djamal Ainaoui und Alexander Sliwinski, Weißrussland, ehe er gegen Suren Geworkjan, Ukraine, verlor und damit den Einzug in das Finale verpasste.
Zu weiteren Einsätzen bei internationalen Meisterschaften kam er danach nicht mehr.

## Internationale Erfolge
| Jahr | Platz | Wettbewerb                    | Gewichtsklasse | Ergebnisse |
| 1995 | 3.    | Vantaa-Cup                    | Feder          | hinter Alexander Poyda und Sergei Kowalenko, beide Russland |
| 1996 | 2.    | Vantaa-Cup                    | Feder          | hinter Kim Sun-hong, Südkorea, vor Nikolai Monow, Russland |
| 1997 | 9.    | EM in Kouvola/Finnland        | Bantam         | nach Siegen über Christos Gikas, Griechenland und Aigars Jansons, Lettland und Niederlagen gegen Karen Mnazakanjan, Armenien und Marian Sandu, Rumänien                                                      |
| 1997 | 6.    | Vantaa-Cup                    | Feder          | Sieger: Akaki Chachua, Georgien vor Marri Oivio und Ismao Kamesaki, beide Finnland |
| 1998 | 2.    | Vantaa-Cup                    | Bantam         | hinter Alexander Pitschugin, Russland, vor Terho Kettunen, Finnland |
| 1999 | 1.    | Welt-Militär-Spiele in Zagreb | Bantam         | vor Kang Kyung-il, Südkorea, Roman Waschuk, Ukraine und Pasi Huhtala, Finnland |
| 2002 | 2.    | EM in Seinäjoki/Finnland      | Feder          | nach Siegen über Laszlo Bona, Ungarn, Iwan Alexandrow, Israel, Eduard Kratz, Deutschland, Marko Ilasi Isokoski, Finnland und Djamal Ainaoui, Frankreich und einer Niederlage gegen Armen Nasarjan, Bulgarien |
| 2002 | 10.   | WM in Moskau                  | Feder          | nach Siegen über Juri Dubinin, Weißrussland und Hugo Passos da Silva, Portugal und einer Niederlage gegen Roberto Monzon Gonzalez, Kuba                                                                      |
| 2003 | 3.    | EM in Belgrad                 | Feder          | nach Siegen über Hugo Passos da Silva, Paolo Fucile, Italien, Djamal Ainaoui und Alexander Sliwinski, Weißrussland und einer Niederlage gegen Suren Geworkjan, Ukraine                                       |
| 2003 | 5.    | Welt-Cup in Alma-Ata          | Feder          | hinter Nurlan Koischaiganow, Kasachstan, Bunyamin Emik, Türkei, Alexei Schewzow, Russland und Akaki Chachua                                                                                                  |

## Erläuterungen
- alle Wettkämpfe im griechisch-römischenStil
- WM = Weltmeisterschaft, EM = Europameisterschaft
- Bantamgewicht, 1997 bis 2001 bis 58 kg, seit 2002 bis 55 kg, Federgewicht, bis 1996 bis 62 kg, von 1997 bis 2001 bis 63 kg, seit 2002 bis 60 kg Körpergewicht